# Silva Escura e Dornelas
Pour les articles homonymes, voir Silva Escura.
Silva Escura e Dornelas est une paroisse civile portugaise (en portugais : freguesia) de la municipalité de Sever do Vouga dans le district d'Aveiro. Elle est créée en 2013, par fusion des paroisses de Silva Escura et Dornelas.

## Géographie
La paroisse est arrosée par plusieurs affluents et sous-affluents de la Vouga. En particulier, le Rio Mau traverse Silva Escura, au sud. Le Rio Filveda traverse quant à lui Dornelas au nord ; on y trouve les cascades de la Filveda.

## Histoire
La paroisse est créée par la loi no 11-A/2013 du 28 janvier 2013 portant réorganisation administrative du territoire des freguesias, en fusionnant les paroisses de Silva Escura et Dornelas. Son nom officiel est União das Freguesias de Silva Escura e Dornelas et son siège est fixé à Silva Escura.

## Démographie
Lors du recensement de 2021, Silva Escura e Dornelas compte 1 932 habitants. C'est alors la deuxième paroisse la plus peuplée de la municipalité, derrière la paroisse de Sever do Vouga (2 715 habitants).